# Pro Evolution Soccer 2008
Pro Evolution Soccer 2008, også kendt som PES 2008, er det 7. spil i rækken af computerspil i Konamis Pro Evolution Soccer-serie. Spillet er er fodboldspil, som blev udgivet i Danmark den 25. oktober 2007 til PS3, PS2, Xbox 360 og PC, mens det blev udgivet den 26. oktober 2007 til de håndholdte konsoller, PSP og Nintendo DS. Desuden er spillet sat til udgivelse på Wii i første kvartal 2008.
Pro Evolution Soccer 2008 har vundet utallige priser allerede før dets lancering, heriblandt Best of Games Convention 2007 i Leipzig til PS3 og PS2. Spillet er det absolut tætteste et fodboldspil nogensinde har været på virkelighedens fodbold, og spillet bliver betragtet som den helt store konkurrent til EAs FIFA-serie.